# Scorpaenodes englerti
Scorpaenodes englerti is een straalvinnige vissensoort uit de familie van schorpioenvissen (Scorpaenidae). De wetenschappelijke naam van de soort is voor het eerst geldig gepubliceerd in 1971 door Eschmeyer & Allen.